# 다카바진
다카바진(dacarbazine) 또는 상표명 DTIC돔(DTIC-Dome)은 흑색종과 호지킨 림프종의 치료에 사용되는 화학요법 약물이다. 정맥 주사로 투여되며 항신생물제이다.
1975년에 미국에서 사용이 승인되었다. WHO 필수 의약품 목록에 기재되어 있다.

## 의학적 사용
전이성 흑색종 치료의 경우 단일약제로, 호지킨 림프종 치료의 경우 ABVD 화학요법의 일부로, 육종의 경우 MAID 요법에 사용된다. 프로카바진만큼 효과적인 것으로 입증되었다.

## 작용 기전
간 효소에 의해 활성화되어 알킬화 화합물인 5-(3-모노메틸-1-트라이아제닐)-1H-이미다졸-4-카복사마이드(MTIC)를 형성한다. 이는 DNA의 메틸화, 변형, 교차결합을 유발해 DNA, RNA, 단백질 합성을 억제한다.

## 부작용
일반적인 부작용으로 식욕 감퇴, 백혈구 감소, 혈소판 감소가 있다. 특히 메스꺼움과 구토를 유발해 환자들은 5-HT3 길항제와 덱사메타손을 복용하기도 한다. 다른 부작용으로 간독성 및 과민증이 있고, 임신 중 사용이 아기에게 안전한지는 불분명하다. 스웨덴 보건복지위원회는 간 손상 때문에 다카바진을 피할 것을 제안했다.

## 합성
5-아미노이미다졸-4-카복사마이드에 아질산을 첨가하면 5-다이아조이미다졸-4-카복사마이드가 생성된다. 이를 다이메틸아민과 반응시키면 다카바진이 생성된다.

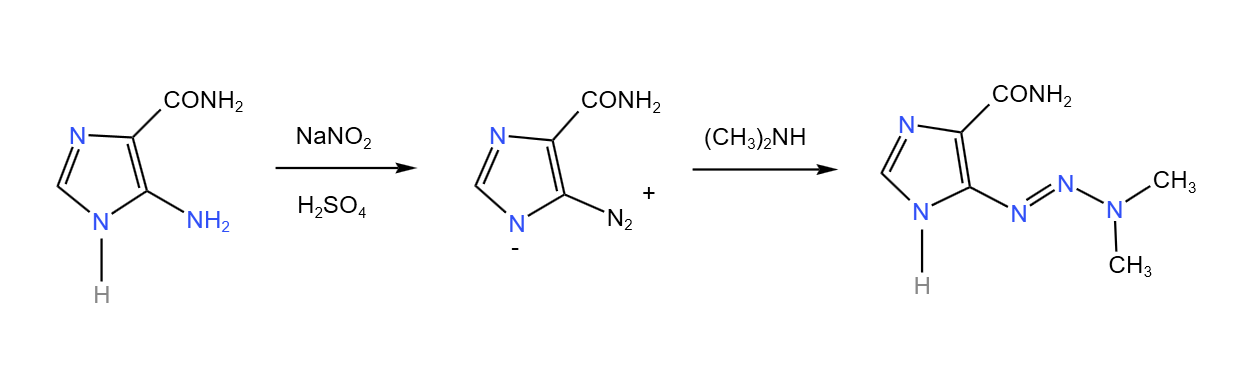

## 역사
1959년에 서던 리서치에서 처음 합성되었다.